# 2101 Адонис
2101 Адонис (енгл. 2101 Adonis) је Аполо астероид чија средња удаљеност од Сунца износи 1,874 астрономских јединица (АЈ).
Апсолутна магнитуда астероида је 18,7.